# بادرفت

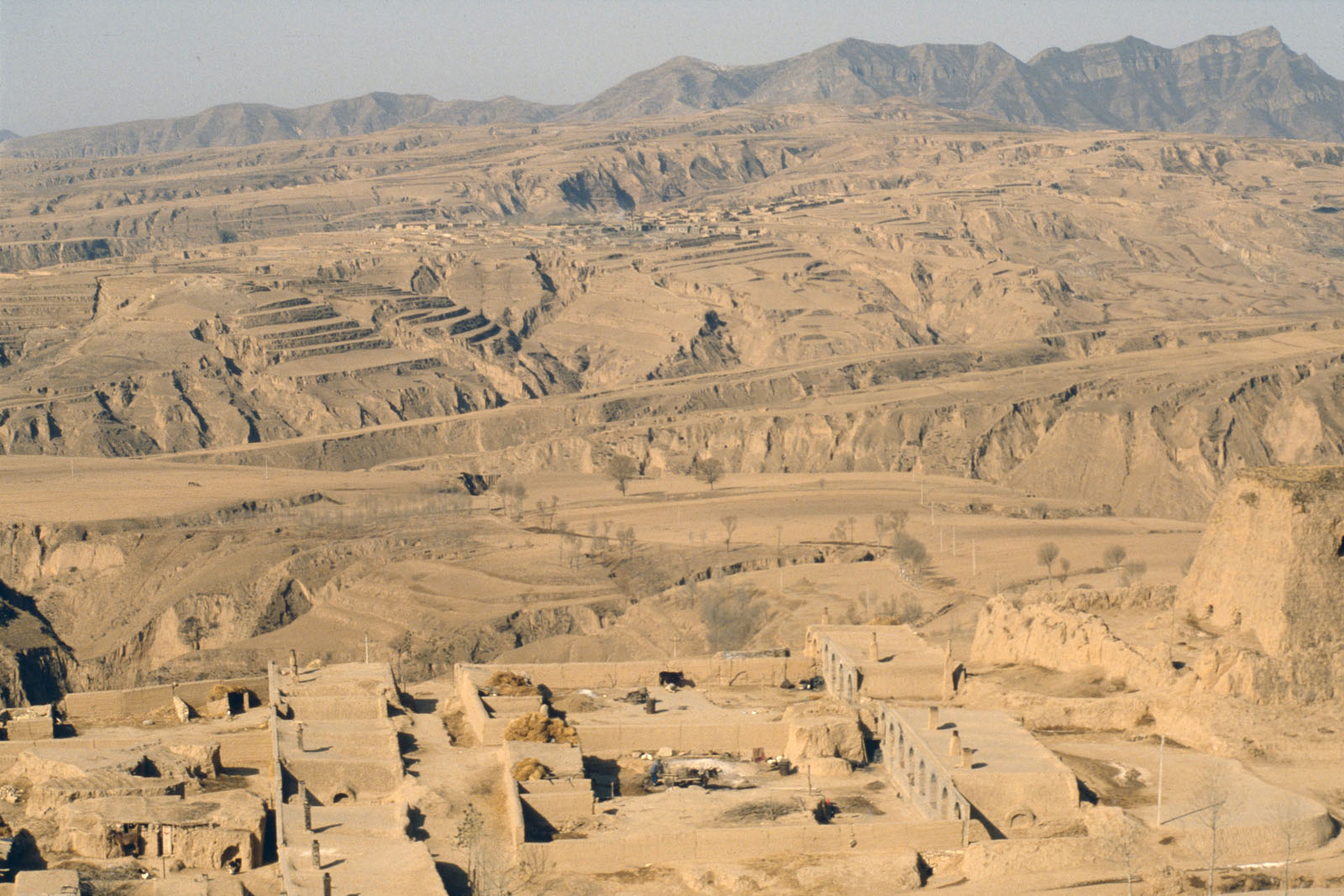
منظره‌ای بادرُفتی در نزدیکی هونیوآن، استان شانژی چین.

بادرُفت گرد و خاک زردرنگی است که به وسیله باد حمل گردیده و در پشت دیواره جویبارها انباشته شده باشد. از این گونه مواد در کناره بیابان‌ها و مناطق خشک آسیای میانه فراوان دیده می‌شود که بیشتر از فلاتهای خشک به آنجا برده شده‌اند و این مواد که از جنس ابلیز نرم هستند، تقریباً زردرنگ بوده و سرشار از مواد آهکی هستند. بادرفت‌ها به دلیل دارا بودن خلل و فرج فراوان، آب باران را به تندی از خود گذرانده و همواره رویهٔ آنها خشک است.
بادرفت اگر با گیاخاک بیامیزد، خاک کشاورزی مرغوبی را پدیدمی‌آورد.